# Daddio – Eine Nacht in New York
Daddio – Eine Nacht in New York (Originaltitel Daddio) ist ein Filmdrama von Christy Hall. Der Film spielt während einer einzigen Fahrt in einem Taxi durch das nächtliche New York mit Dakota Johnson als Fahrgast und Sean Penn als Taxifahrer in den Hauptrollen. Die Weltpremiere des Films erfolgte Anfang September 2023 beim Telluride Film Festival. Der Kinostart war Ende Juni 2024.

## Handlung
Nach ihrer Landung am New Yorker Flughafen JFK steigt eine junge Frau in ein Taxi. Eigentlich will sie einfach nur nach Hause, doch der Fahrer namens Clark beginnt mit seinem letzten Fahrgast in dieser Nacht Smalltalk und stellt ihr Fragen. Sie nennt ihm zwar nicht ihren Namen und ihr Alter, verrät aber, dass sie aus einer kleinen Stadt in Oklahoma stammt und sie eine Affäre mit einem älteren, verheirateten Mann hat, den sie „Daddy“ nennt.
Als der Verkehr zum Erliegen kommt, erzählt Clark von sich. Er war mehrmals verheiratet, gesteht seine Untreue ein und konfrontiert sie mit seinen Theorien über den Unterschied zwischen Männern und Frauen. Clark verwickelt die Frau auf der Fahrt durch die Nacht bis zu ihrer Wohnung in Midtown Manhattan mehr und mehr in philosophische Gespräche.

## Produktion

### Filmstab und Besetzung
Regie führte Christy Hall, die auch das Drehbuch schrieb. Daddio ist ihr Regiedebüt. Zuvor war Hall am Drehbuch für die Fernsehserie I Am Not Okay With This beteiligt. Ursprünglich war Daddio als Theaterstück geplant, bevor Produzentin Emma Tillinger Koskoff, Produktionsdesignerin Kristi Zea und Kameramann Phedon Papamichael daran arbeiteten, einen Spielfilm daraus zu machen. Filmeditorin Lisa Zeno Churgin war im Jahr 2000 für ihre Arbeit an Gottes Werk & Teufels Beitrag für einen Oscar nominiert.
Dakota Johnson und Sean Penn sind in den beiden Hauptrollen als Fahrgast und der Taxifahrer Clark zu sehen. Ursprünglich war die Britin Daisy Ridley für die weibliche Hauptrolle vorgesehen.
Hall und Johnson treten gemeinsam mit Ro Donnelly, Terry Dougas, Paris Kassidokostas-Latsis und Emma Tillinger auch als Produzentinnen des Films in Erscheinung.

### Dreharbeiten
Die Dreharbeiten wurden Ende November 2022 begonnen. Als Kameramann fungierte der Grieche Phedon Papamichael, der zuletzt für James Mangolds Filme Le Mans 66 – Gegen jede Chance und Indiana Jones und das Rad des Schicksals und Aaron Sorkins The Trial of the Chicago 7 arbeitete.

### Filmmusik
Der Brite Dickon Hinchliffe, der Komponist der Filmmusik, war zuletzt für Maggie Gyllenhaals Spielfilmdebüt Frau im Dunkeln, in dem Johnson ebenfalls in einer Hauptrolle zu sehen war, die Filmbiografie Father Stu von Rosalind Ross, die deutsch-belgische Koproduktion Wann wird es endlich wieder so, wie es nie war und das Filmdrama Firebrand von Karim Aïnouz tätig. Das Soundtrack-Album mit insgesamt acht Musikstücken soll am 28. Juni 2024 von Milan Records als Download veröffentlicht werden.

### Veröffentlichung
Der Film feierte am 3. September 2023 beim Telluride Film Festival seine Premiere. Ebenfalls im September 2023 wurde er beim Toronto International Film Festival gezeigt. Im Juni 2024 wurde er beim Tribeca Film Festival und beim Sydney Film Festival vorgestellt. Am 27. Juni 2024 kam Daddio in die deutschen und am darauffolgenden Tag in ausgewählte US-Kinos. Im August 2024 wurde der Film im Rahmen der Filmkunstwochen München vorgestellt und im September 2024 beim Festival des amerikanischen Films in Deauville.

## Rezeption

### Kritiken
Von den bei Rotten Tomatoes aufgeführten Kritiken sind 76 Prozent positiv. Bei Metacritic erhielt der Film einen Metascore von 62 von 100 möglichen Punkten.
Peter Osteried, Filmkorrespondent der Gilde deutscher Filmkunsttheater, erklärt in seiner Kritik, die Möglichkeiten in einem Taxi seien begrenzt, doch Christy Hall nutze alles vorhandene Potenzial. Mal nehme die Kamera den Blickwinkel der einen, dann der anderen Figur ein, und dann sei sie praktisch wie ein weiterer Beifahrer. Der Look des Films sei aber weniger wichtig, als sein Inhalt. Zwar reiche Daddio nicht an Night on Earth von 1991 heran, in dem Jim Jarmusch eine Fahrt durch die Nacht unternimmt, doch ein sehr guter Film sei dies trotzdem. Der Film habe seine tiefsinnigen Momente, er erlaube den Figuren auch, viel von sich preiszugeben. So sehr, wie das nur einem Fremden gegenüber möglich ist, ein Gespräch, das man nicht vergisst.
Walli Müller von NDR Kultur kritisiert, es falle etwas schwer zu glauben, dass eine Regisseurin sich diese Konversation zwischen der jungen Frau und dem alten weißen Mann ausgedacht hat. Zwar könne ein Taxi durchaus zum Ort ganz besonderer menschlicher Begegnungen werden, weil unter dem Schutz der Anonymität mancher einem Unbekannten mehr von sich erzählen mag als eng vertrauten Menschen, doch die penetrant selbstgefällige Art des Taxifahrers in Daddio lade kaum dazu ein. Man habe schon nach einer halben Stunde die Nase gestrichen voll von seinem Gelaber, besonders wie er über seine geschiedene Frau spricht. Sean Penn erfinde das „Mansplaining“ in dieser Rolle ganz neu.
Peter Gray schreibt in seiner Kritik für theaureview.com zu der zweiten männlichen Person im Film, der ältere, verheiratete Mann den sein Fahrgast „Daddy“ nennt und ihr während der Fahrt eine Flut an anstößigen SMS-Nachrichten und ein Schwanzbild schickt, werde im Film zur dritten Figur und beschreibt ihn als eine gruselige, unsichtbare Präsenz.

### Auszeichnungen
Camerimage 2024
- Nominierung im Directors’ Debuts Competition[22]

Festival des amerikanischen Films Deauville 2024
- Nominierung im Wettbewerb[16]